# Аннушкин, Владимир Иванович
Влади́мир Ива́нович А́ннушкин (род. 16 августа 1949) — советский и российский лингвист-русист. Доктор филологических наук (1997), профессор (2004), заслуженный профессор Государственного института русского языка им. А. С. Пушкина (2014), председатель Российской ассоциации исследователей, преподавателей и учителей риторики (1998), член Союза писателей России (2002), действительный член Петровской академии наук и искусств (2020). Автор более 350 научных трудов по филологии, словесности, риторике, стилистике, культуре речи, преподаванию русского языка и литературы отечественным и иностранным учащимся.

## Биография

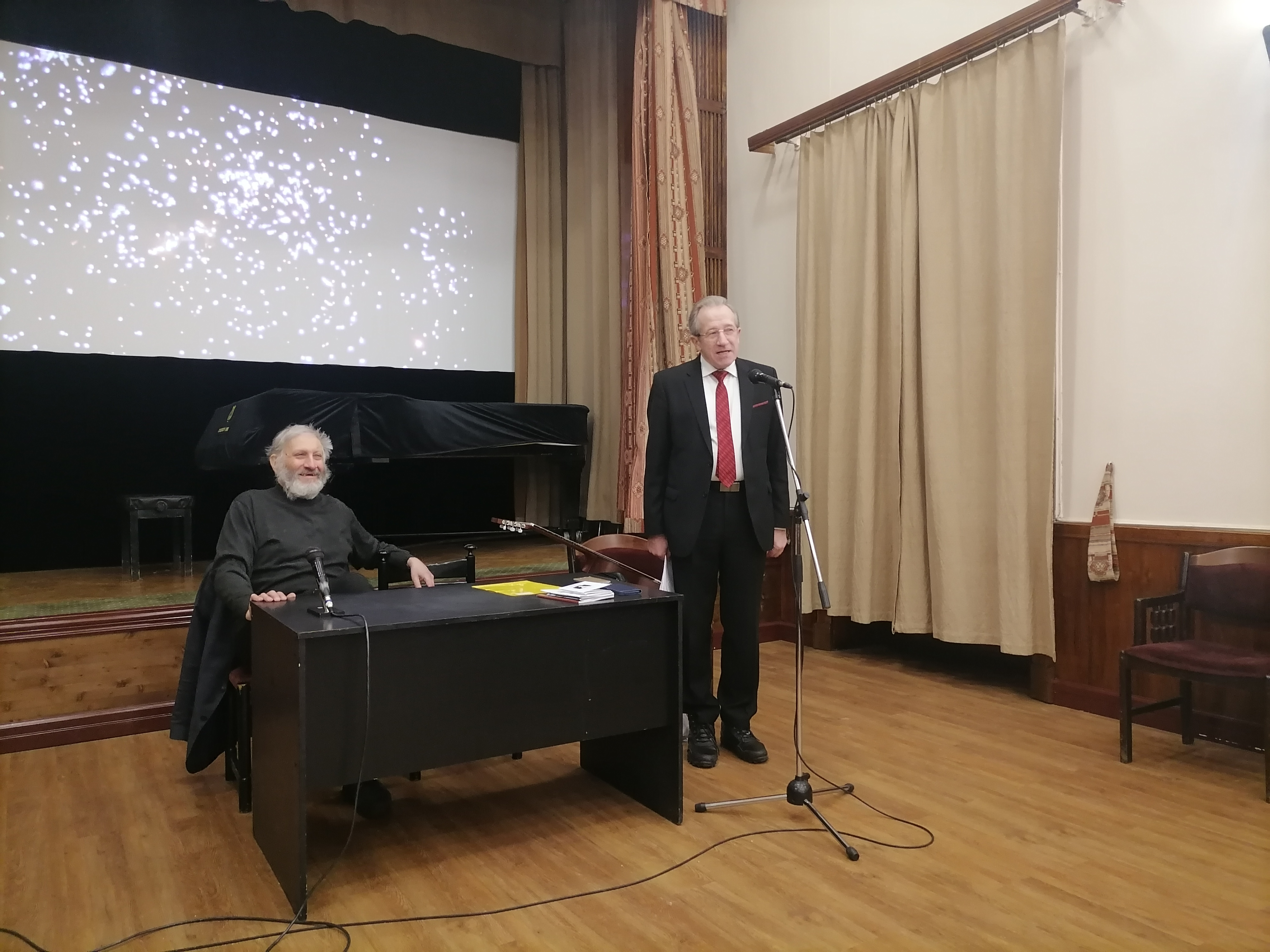
В Центральном доме литераторов. 2021

В юности занимался в театральной студии А. Г. Кудашевой, ученицы К. С. Станиславского и Михаила Чехова. Ученик выдающегося педагога-вокалиста Надежды Матвеевны Малышевой-Виноградовой, концертмейстера Ф. И. Шаляпина, вдовы академика В. В. Виноградова.
Окончил в 1975 году филологический факультет Московского государственного университета имени М. В. Ломоносова, позднее — аспирантуру того же факультета. Ученик Н. И. Либана, С. М. Бонди (в студенческие годы), Ю. В. Рождественского, В. Г. Костомарова.
С 1975 года — младший научный сотрудник сектора подготовительного обучения в Институте русского языка имени А. С. Пушкина, с 1980 года — преподаватель кафедры практики русского языка ФПК.
В 1988 году защитил кандидатскую диссертацию «Первая русская Риторика начала XVII века. Текст. Перевод. Исследование», в 1997 году — докторскую диссертацию по теме «Эволюция предмета русской риторики в истории русской филологии (XI — середина XIX вв.)»
С 1988 по 1998 годы — заведующий кафедрой русского и других славянских языков, старший научный сотрудник Института языка и культуры Дипломатической академии МИД РФ.
С 1998 года вновь работает в Государственном институте русского языка им. А. С. Пушкина. Заведовал кафедрами: повышения квалификации и специализации по русскому языку (1998—2001), риторики и культуры речи (2001—2004), русской словесности и межкультурной коммуникации (2004—2016), профессор той же кафедры (с 2016 года).
Председатель Российской ассоциации исследователей, преподавателей и учителей риторики. Преподаватель русского языка, риторики и культуры речи, лектор и ведущий мастер-классов и тренингов по риторике и культуре общения в вузах и учреждениях Москвы, Санкт-Петербурга, Пскова, Красноярска, Хабаровска, Иркутска, Рязани, Тулы, Томска, Астрахани и т. д.
Проводил занятия по русскому языку и риторике в странах СНГ (Украина, Латвия, Армения, Азербайджан, Таджикистан) и за рубежом (США 1991, ФРГ 1985, 1989, 2018, 2019, Китай 2009, 2011, 2013, многократно в Польше, Чехии, Румынии, Болгарии, Бельгии, Германии и др.).
Создатель радио- и телепередач о русском языке, культуре русской речи, риторике как искусстве общения, поэзии и музыке (с 1988 года): «Беседы о русском языке», «Русская речь», «Русская поэзия» на Радио России и радиоканале «Говорит Москва» («Наш Пушкин»). В 2016—2017 годах на телеканале «Культура» созданы 40 получасовых передач цикла «Живое слово», посвященных русскому языку, риторике, культуре речи. С 15 июня 2016 по 7 января 2019 года — ведущий программы «Уроки русского» на «Вести FM», далее — рубрики «Шпаргалка» в утренней программе «Настроение» на «ТВ Центре».
Автор-исполнитель более 80 песен на стихи русских поэтов XVIII—XXI веков (от Ломоносова и Тредиаковского до Ахматовой и Заболоцкого, Тарковского и Корнея Чуковского). С 2018 года — солист и ведущий концертов Симфонического оркестра им. А. П. Бородина Дома учёных РАН.
Дочь Татьяна — лингвист, дочь Лилия — преподаватель английского языка.

## Научная деятельность
Научные интересы охватывают филологию — общую и частную, словесность в широком смысле (от древнерусской до современной, от бытовой речи до высокохудожественной и научной), риторику (её историю и современность) и русский язык как иностранный.
Автор концепции истории русской филологии и риторики в свете русской истории, публикатор текстов рукописных и классических учебников по риторике и словесности. Создатель современной концепции русской риторики и словесности, опирающей на отечественную филологическую традицию и предполагающей творческое новаторство в речевой практике нового информационного общества.

## Основные работы
Книги
- Первая русская «Риторика» XVII века. Текст. Перевод. Исследование. — М.: 1999. — 362 с.
- Русская риторика: исторический аспект. — М.: Высшая школа, 2003. — 398 с
- Риторика. Экспресс-курс. — М., 2006 (8-е изд., стереотип, 2019. — 224 с.)
- Риторика. Вводный курс. — М., 2006. — 290 с. (5-е изд., 2016. — 296 с.)
- Язык и жизнь. Книга о русском языке — речи — слове. — М., 2009. (2-е изд., 2010, стереотип. — 320 с.)
- Риторика: Факультативный курс. 10-11 классы. — М., 2012. — 239 с.
- Техника речи.- М., 2013. — 64 с.
- Коммуникативные качества речи в русской филологической традиции. — М., 2014. — 88 с.
- Основы русской филологии. Курс лекций. — М., 2014. — 128 с.
- Практикум по креативному письму. — М., 2019. — 164 с.

Статьи
- Виктор Владимирович Виноградов (1895—1969) // Отечественные лексикографы XX в. / под ред. Г. А. Богатовой — М.: ИРЯ РАН, 1999. — С. 91-120.
- Словесные науки в Словаре Академии Российской // Словарь Академии Российской: репринтное издание. — М., 2003. — Т. IV. — С. 14-26.
- Политическая риторика современной России: наука — искусство — практика // Спичрайтер. Выборы. — М., 2007. — С. 13-164.0
- Патриарх Кирилл — ритор, словесник, стилист // Риторика Патриарха. К 70-летию Святейшего Патриарха Московского и всея Руси Кирилла. — М., 2016. — С. 7-66.
- Русский язык и цивилизационный путь России в истории и современности // Цивилизационное развитие России. — М., 2018. — С. 325—383.
- Современная филология в системе гуманитарных дисциплин в практике речевой коммуникации // Филология и межкультурная коммуникация. — М., 2019. — С. 8-34.
- Индивидуально-авторский стиль академика Виноградова и его последователей // Но мы сохраним тебя, русский язык!: коллективная монография, посвященная 90-летию академика Виталия Григорьевича Костомарова. М., 2019..

Составитель и редактор
- История русской риторики. Хрестоматия. М., 1998. — 416 с.
- Кошанский Н. Ф. Риторика / ред. В. И. Аннушкин, А. А. Волков, Л. Е. Макарова. — М., 2013. — 320 с.
- О преимуществах российского слова. Речь Н. Ф. Кошанского 19 октября 1811 года. — М., 2016. — 112 с.

## Награды и звания
- Почётный работник высшего профессионального образовани РФ
- Ветеран труда
- Заслуженный профессор Государственного института русского языка имени А. С. Пушкина
- Лауреат Конкурса «Держава» Фонда «Русский мир» в номинации «Развитие русского языка и культуры» (2008)
- Лауреат Первой премии Рязанской области им. И. И. Срезневского (2012)
- Медаль Русской Православной церкви преподобного Сергия Радонежского (2014)
- Лауреат Премии «Имперская культура» имени Эдуарда Володина за книги «История русской риторики» и «Основы русской филологии» (2016)
- Медаль княгини Екатерины Романовны Дашковой «За служение Свободе и Просвещению» (2018)
- Орден Русской Православной Церкви святителя Макария, митрополита Московского (2019)